# Rettershof

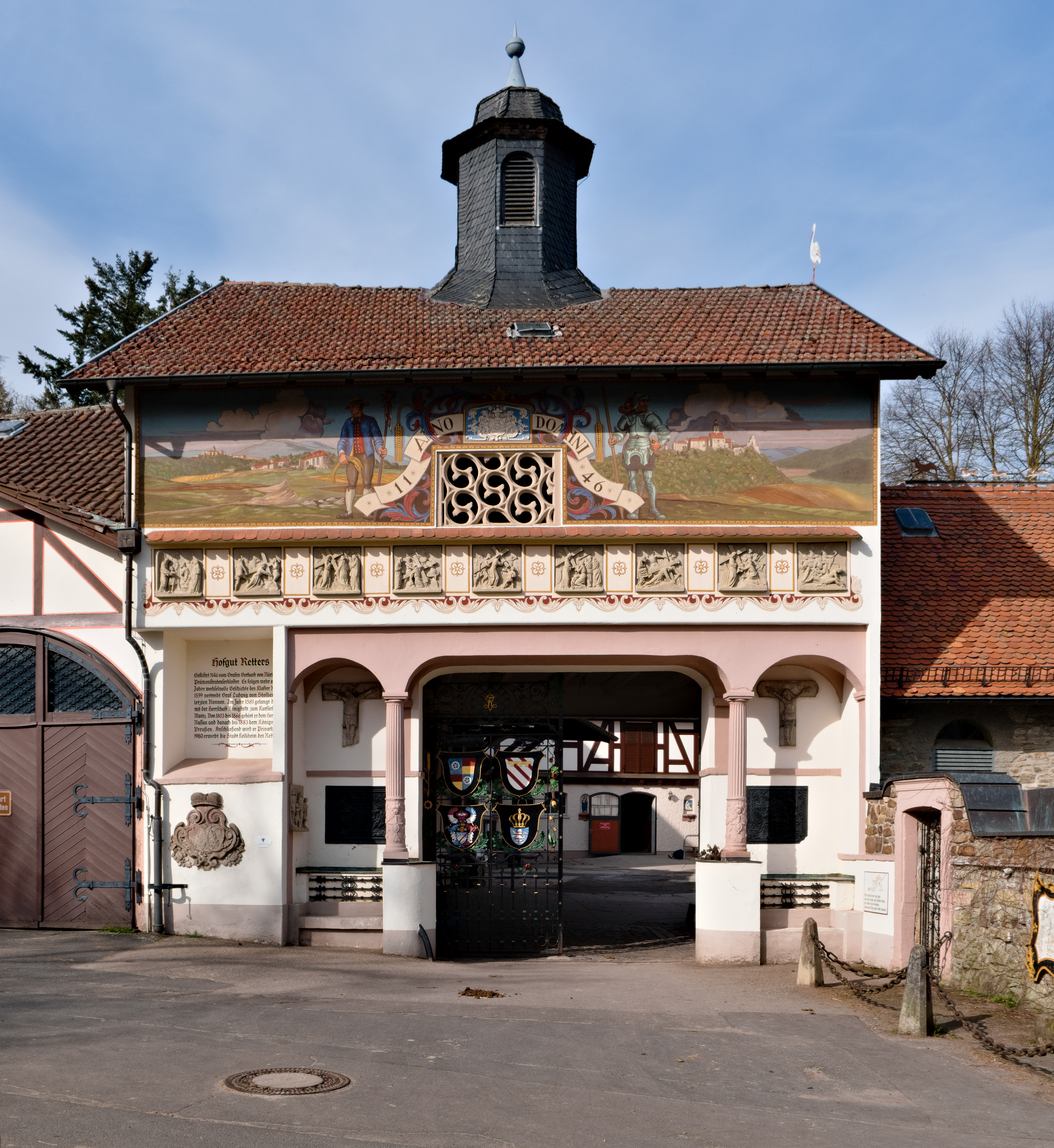
Eingangstor des Hofguts, 1936 in seiner heutigen Form errichtet

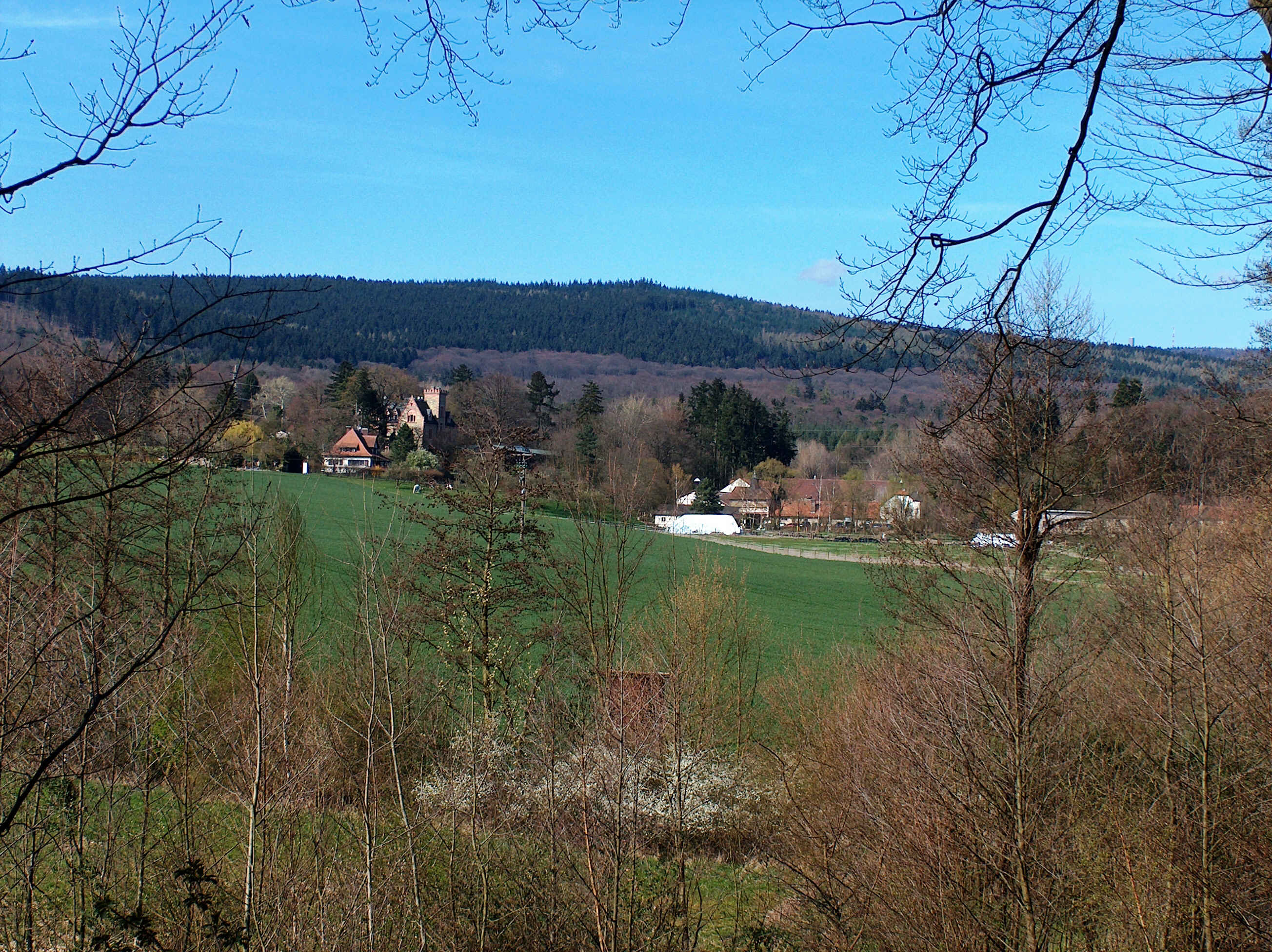
Gutshof und Schlösschen von einer Anhöhe im Süden, im Vordergrund ein Zufluss des Rettersbachs, im Hintergrund der Berg Steinkopf bei Königstein

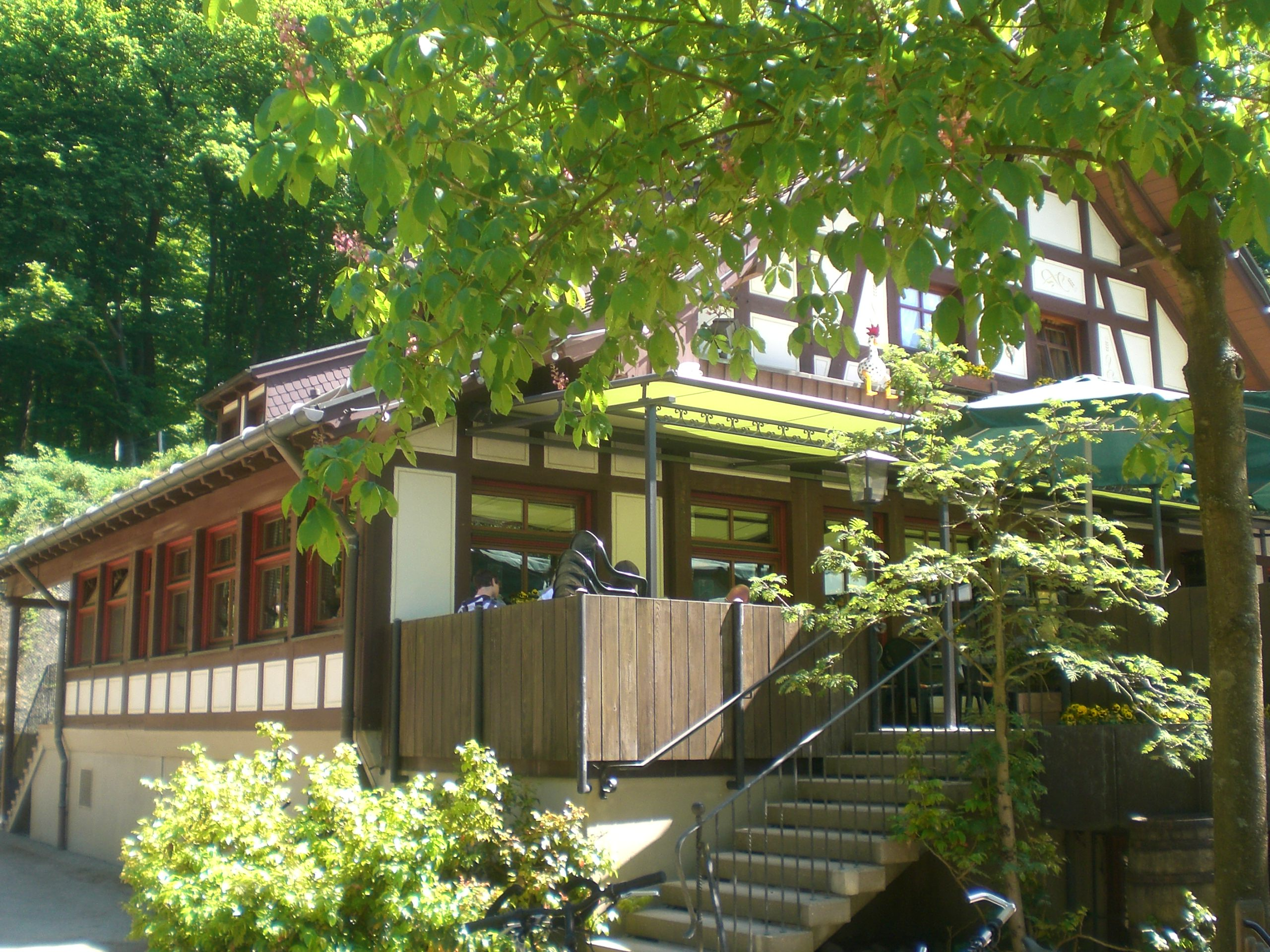
Gasthaus „Zum fröhlichen Landmann“

Lage des Besitzes und abhängiger Höfe von Retters 1221: Weit über Vordertaunus und Wetterau verstreute Ländereien

Konzentration der Besitztümer auf den Vordertaunus: Treisberg und Seelenberg im Hintertaunus gelangen durch eine Schenkung unter die Kontrolle von Retters

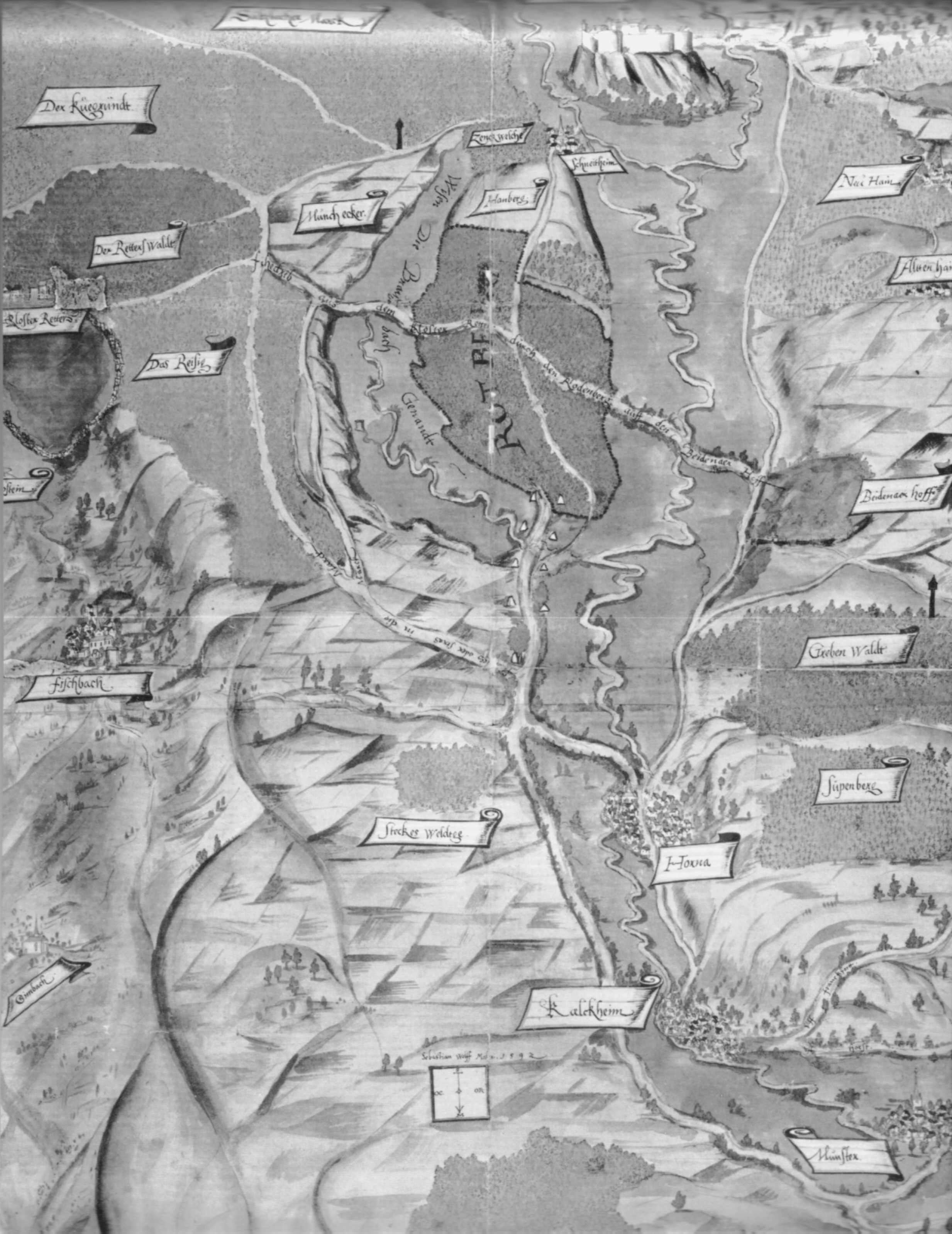
Karte von 1592, die nach dem Verkauf von Retters angefertigt wurde

1559 bei der Auflösung des Klosters: Fast nur noch Ländereien im Vordertaunus

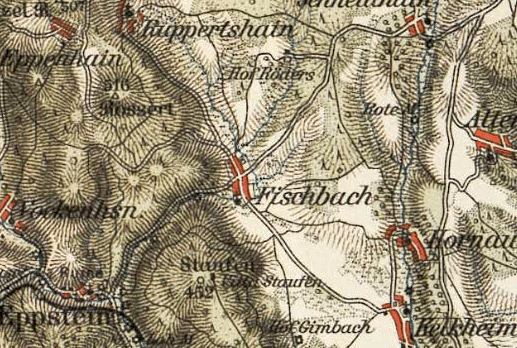
Hof Röders (heute Rettershof) nordöstlich von Fischbach, Karte von 1893

Der Rettershof (auch Hof Retters oder Röders) ist ein Hofgut nordöstlich von Fischbach, einem Stadtteil von Kelkheim im Vordertaunus. Es geht zurück auf ein ehemaliges Prämonstratenserkloster. Vom 12. Jahrhundert bis 1559 waren Ordensfrauen in Retters ansässig, später nutzten verschiedene Eigentümer das Anwesen und seine Ländereien als Hofgut. Heute ist der Rettershof neben der weiterhin bestehenden landwirtschaftlichen Nutzung ein beliebtes regionales Ausflugsziel.

## Lage
Der Rettershof befindet sich auf dem Gebiet des Kelkheimer Stadtteils Fischbach, rund zwei Kilometer nordöstlich des Ortskerns. Er liegt am Rand des sogenannten Retterswaldes in einem weiten, sich westlich von ihm erstreckendem Tal des Krebsbaches (Zufluss des Fischbachs, der in den Schwarzbach entwässert) zwischen Ruppertshain und Fischbach. In unmittelbarer Nähe des Hofes verläuft der Rettersbach, ein linker Zufluss des Krebsbaches. Westlich schließen sich heute Ackerflächen an, im Osten liegen ausgedehnte Waldflächen. Etwa ein Kilometer nordöstlich beginnt der Königsteiner Stadtteil Schneidhain.

## Infrastruktur
Über das Gelände führen zahlreiche Wanderwege, es gibt das Gasthaus „Zum fröhlichen Landmann“ und einen großen Parkplatz mit Zufahrt von der B 455 zwischen Fischbach und Schneidhain. Dort befindet sich auch eine Bushaltestelle, die von den Linien 263 und 815 des Rhein-Main-Verkehrsverbundes angefahren wird.

## Geschichte

### Gründung und wirtschaftliche Blüte des Klosters (1146 bis 1369)
Um 1136 siedelten die ersten Chorfrauen aus wirtschaftlichen Erwägungen nach Retters über. Der Ortsname Retters leitet sich her von Rat Gottes (= lat. Consilium Dei). Das Gebiet wurde als Retters und Braubach – in reteresse et in brubach – bezeichnet und fortan auch Tal des heiligen Kreuzes genannt – que nunc vallis sancte crucis apellatur. Die Chorfrauen entstammten dem Kloster Steinbach im Westerwald, das zur Abtei Rommersdorf bei Neuwied gehörte. Die Ländereien erstreckten sich als Retters über die Wiesen- und Weideflächen zwischen Fischbach und Ruppertshain und Braubach als Tal des zwischen Hornau und Schneidhain verlaufenden Braubachs (die ungefähre Lage der Ländereien lässt sich heute am Braubachweiher erkennen) und befanden sich im Besitz des Grafen Gerhard von Nürings. Er stiftete als letzter Vertreter seines Adelsgeschlechts, das vorwiegend Ländereien in der Wetterau besaß, im Jahr 1146 seine Ländereien von Retters, um auf ihnen ein Kloster errichten zu lassen. In einer Urkunde aus dem Jahr 1245 wird von einem Kloster des Augustinerordens berichtet. Als sicher gilt, dass spätestens ab 1272 Prämonstratenser (ein Orden, der sich im 12. Jahrhundert entwickelte und gleichfalls auf die Augustinusregel beruft) in Retters lebten. Anfangs handelte es sich bei Retters um ein Doppelkloster, in dem Chorfrauen und -herren ansässig waren. Ab etwa 1200 bestand nur noch ein reines Nonnenkloster, dem meist Ordensfrauen von niederem Adel angehörten.
In späterer Zeit verbreitete sich die Legende, Gerhard von Nüringen, der während des Zweiten Kreuzzugs bei Edessa mit 100 Gefolgsleuten in arabische Gefangenschaft geriet und zwei Jahre gefangengehalten wurde, habe das Kloster aus Dankbarkeit über seine Befreiung gestiftet. Dies widerspricht allerdings der Datierung der Schenkungsurkunde vom 13. November 1146, rund ein Jahr vor Beginn des Zweiten Kreuzzugs.
Seit der Fertigstellung der Abtei war die Klosterkirche der heiligen Jungfrau Maria geweiht (1272 urkundlich erstmals bestätigt). Nach Berichten des im 17. Jahrhundert in Retters ansässigen Geschichtsschreibers Petrus Diederichs wurde die Kirche außerdem noch durch den Mainzer Erzbischof dem hl. Nikolaus geweiht.
Spätestens ab 1162 unterstand Retters als Filialkloster der Abtei Rommersdorf, der ältesten Prämonstratenserabtei auf dem Gebiet des Erzbistums Trier.
Sein Schutz oblag zu jener Zeit dem Mainzer Erzbischof. Es dürfte sich zunächst um eine eher ärmliche Klosterzelle gehandelt haben, wie aus einer Niederschrift zum Tod von Burchard von Nürings, dem Bruder des Klosterstifters, hervorgeht. Durch Schenkungen und Handel mit den umliegenden Herrschaften gewann das Kloster jedoch bald an Einfluss, so dass rasch ein wirtschaftlicher Aufschwung einsetzte. In einem Brief des Mainzer Erzbischofs Konrad I. von Wittelsbach aus dem Jahr 1191 waren bereits 22 Ländereien im Vordertaunus und in der Wetterau verzeichnet, denen er als Besitz von Retters Schutz garantierte. In den folgenden Jahrhunderten konzentrierte das Kloster seinen Besitz auf den Vordertaunus, weiter entfernte Ländereien wurden verkauft oder gegen umliegende Gebiete getauscht.
Aus einem weiteren Schutzbrief des Mainzer Erzbischofs Siegfried II. von Eppstein vom 30. Dezember 1221 ist zu entnehmen, dass Retters Ländereien an 40 Orten zwischen Wiesbaden, Frankfurt und Butzbach besaß, darunter als wichtigste Güter Münster, Hornau (beides heute Kelkheimer Stadtteile), Beidenau (heute eine Wüstung), Schneidhain und Liederbach. Insgesamt verfügte Retters zu dieser Zeit über 24 Höfe, zwei Mühlen, 67 Hufen Land (entspricht etwa 407 Hektar, meist Wald und Wiesen), 66 Morgen (rund 13 Hektar) selbst bewirtschaftete Äcker und 20 Weinberge. Hinzu kamen grundzinspflichtige Höfe sowie das Patronat über die Pfarrkirche von Dornheim (von 1191 bis 1559, bei Groß-Gerau).
Am 13. September 1275 unterstellte der römisch-deutsche König Rudolf I., der dem Haus Habsburg entstammte, Retters dem Schutz des Reiches. Während dieser Zeit der wirtschaftlichen Blüte musste die Zahl der Chorfrauen auf maximal 50 begrenzt werden, da mehr Interessentinnen Aufnahme in das Kloster begehrten als dieses versorgen konnte.
In diesen Jahren trug auch die Mystikerin Christina von Retters (geboren 1269, gestorben 1291 oder 1292, später seliggesprochen) ob ihres Namens zur Bekanntheit des Klosters bei. Gleichwohl ist fraglich, ob sie je in Retters wirkte.
Im 13. Jahrhundert banden die Herren von Eppstein das Kloster Retters eng an sich. 1272 erhielt es von Gottfried (dem Älteren) von Eppstein die Ländereien von Treisberg und Seelenberg als Schenkung. Am 13. Mai 1297 erließ der aus dem Eppsteiner Haus stammende Mainzer Erzbischof Gerhard II. dem Kloster seine Abgaben. Im 14. Jahrhundert geriet das Kloster dann zunehmend in Abhängigkeit von den Eppsteiner Landesherren und wurde von diesen bald als Eigenkloster angesehen. Die Herren von Eppstein waren fortan Klosterherren von Retters, das Investiturrecht und die geistliche Führung oblagen aber weiterhin der Abtei Rommershausen.

### Niedergang und Auflösung des Klosters (1369 bis 1559)
Mitte des 14. Jahrhunderts begann ein massiver wirtschaftlicher Niedergang, mit dem der Verkauf von Gütern einherging. Pest, Bevölkerungsrückgang und Kriege wirkten sich negativ auf Handel und Klosterbetrieb aus. Zudem geriet Retters während verschiedener Fehden immer wieder zwischen die Fronten, 1374 wurde es durch Reifenberger Raubritter geplündert. 1369 musste mit den Besitzungen von Treisberg, die für 200 Gulden an Frank VIII. von Cronberg verkauft wurden, ein wesentlicher Bestandteil des Grundbesitzes abgegeben werden. Nun wurden vorwiegend die verbliebenen Ländereien in der Umgebung von Retters aus selbst bestellt, mit Ausnahme von Beidenau befanden sich keine Höfe mehr in Abhängigkeit vom Kloster.
Von 1350 bis 1507 war Retters der Freien Reichsstadt Frankfurt heerpflichtig und im Kriegsfall in die Verteidigung der Stadt und des Umlandes eingebunden.
1433 spaltete sich das Haus Eppstein in die Linien Eppstein-Münzenberg (vormals Falkenstein-Münzenberg, da in Falkenstein ansässig) und Eppstein-Königstein auf, die Retters fortan als gemeinsamen Besitz verwalteten. Durch Streitigkeiten zwischen beiden Familienzweigen geriet das Kloster zunehmend in wirtschaftliche Not, Hunger und Verwahrlosung griffen um sich. Um 1500 lebten noch etwa 20 Personen in Retters. Als im Jahr 1535 mit Eberhard IV. der letzte Eppsteiner Graf und Schutzherr von Retters starb, ohne Nachfahren zu hinterlassen, fielen das Kloster und seine Ländereien an die Herren von Stolberg, wie es bei der Heirat seiner Schwester Anna mit Botho von Stolberg beschlossen worden war.
Nachdem Botho 1538 gestorben war, teilten seine Söhne in einem Erbvergleich am 26. August 1538 seinen Besitz untereinander auf. Retters wurde hierbei dem neuen Familienoberhaupt, Ludwig von Stolberg-Königstein (er residierte in Königstein), zugeschlagen. Ludwig war von seinem Bruder Christoph zu Stolberg, dem Dompropst von Halberstadt, zur lutherischen Lehre bekehrt worden.
Ab 1540 führte Ludwig in seiner gesamten Grafschaft die Reformation ein und begann Klöster und Stifte aufzulösen. In den Jahren 1542 und 1544 wütete die Pest im Vordertaunus, auch Retters war betroffen, mehr als die Hälfte der Ordensfrauen starben. Stück für Stück lösten die Herren von Stolberg die besten Ländereien aus dem Besitz des zunehmend in Auflösung befindlichen Klosters, das durch hohe Schulden, Misswirtschaft und eine große Zahl von Austritten so geschwächt war, dass immer wieder Krankheit und Hunger ausbrachen und Geld für dringend notwendige Reparaturen fehlte.
Nach Streitigkeiten mit dem Pächter des Beidenauer Hofes, Konrad von Hattstein, der sich über die schlechten Bedingungen beim Grafen Ludwig beklagt hatte, beschlagnahmte dieser schließlich Beidenau und belehnte den bisherigen Pächter mit diesem Gut. Somit verlor das Kloster auch noch seinen letzten großen Besitz.
Nach dem Tod der letzten Äbtissin Anna von Riedesel am 27. September 1559 kam es zur Auflösung des Frauenklosters im Namen von Ludwig von Stolberg-Königstein. Sein Königsteiner Amtmann, Christof von Hattstein, beschlagnahmte unmittelbar nach dem Tod der Äbtissin sämtliche Siegel sowie Urkunden und drängte die verunsicherten Chorfrauen zur Unterzeichnung einer Abtretungsurkunde an das Haus Stolberg. Noch während die Abtei Rommersdorf eine Kommission zur Ernennung einer neuen Äbtissin einberief, ließ der Amtmann am 23. Oktober 1559 das Kloster trotz der Proteste der verbliebenen Ordensfrauen räumen. Die drei noch verbliebenen Nonnen mussten Retters schließlich verlassen, bekamen jedoch von Ludwig eine Leibrente von 25 Gulden jährlich zugesichert. In der Folge versuchte die Abtei Rommersdorf mit dem Hinweis auf die Unrechtmäßigkeit der Abtretungsurkunde (die Chorfrauen waren nicht befugt, einen solchen Vertrag zu unterzeichnen) mehrmals erfolglos ihr enteignetes Filialkloster zurückzuerlangen.

### Retters als landesherrliches Hofgut (1559 bis 1883)

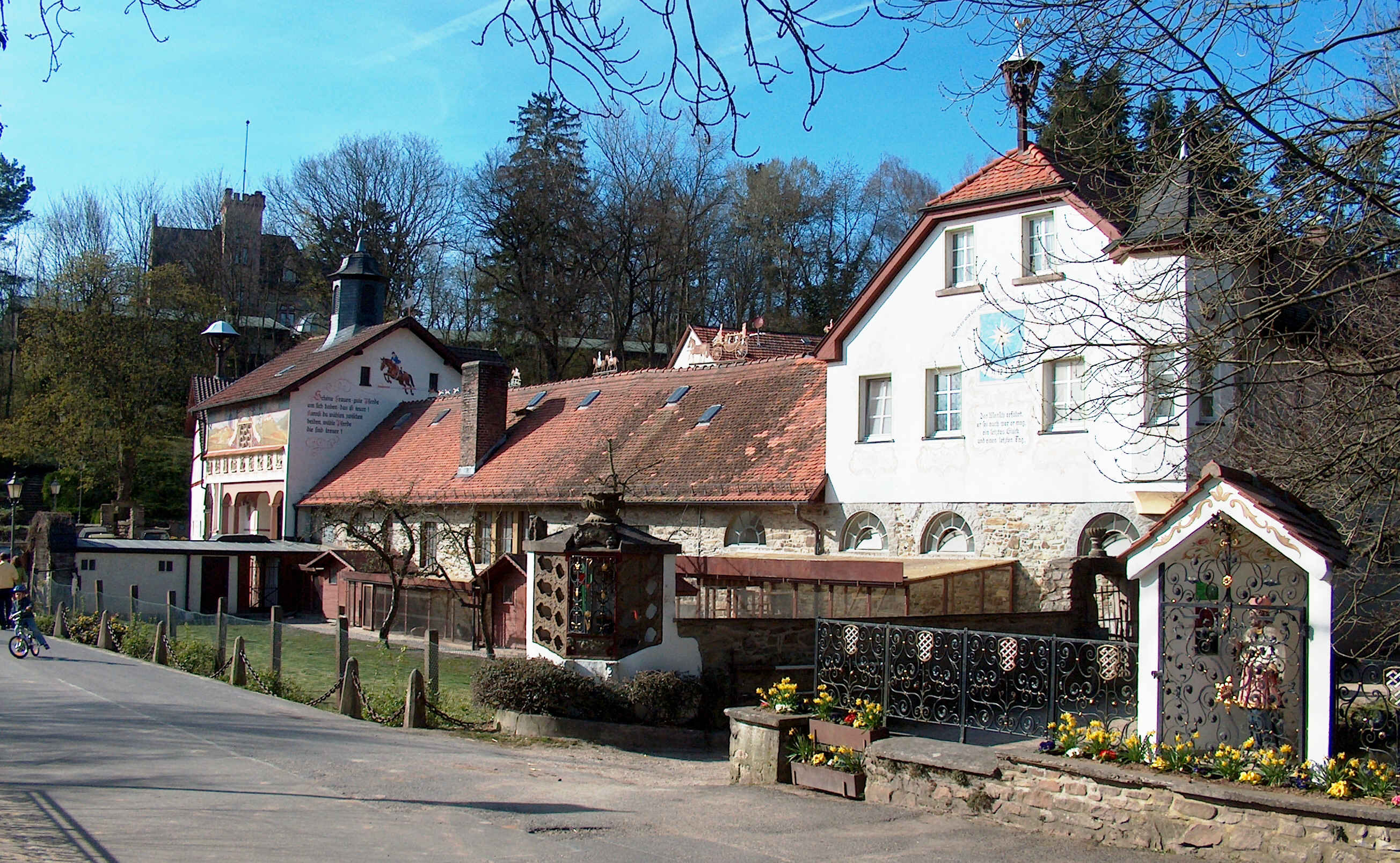
Hauptfassade des Gutshofs von Süden, im Hintergrund auf der Anhöhe das Schlösschen

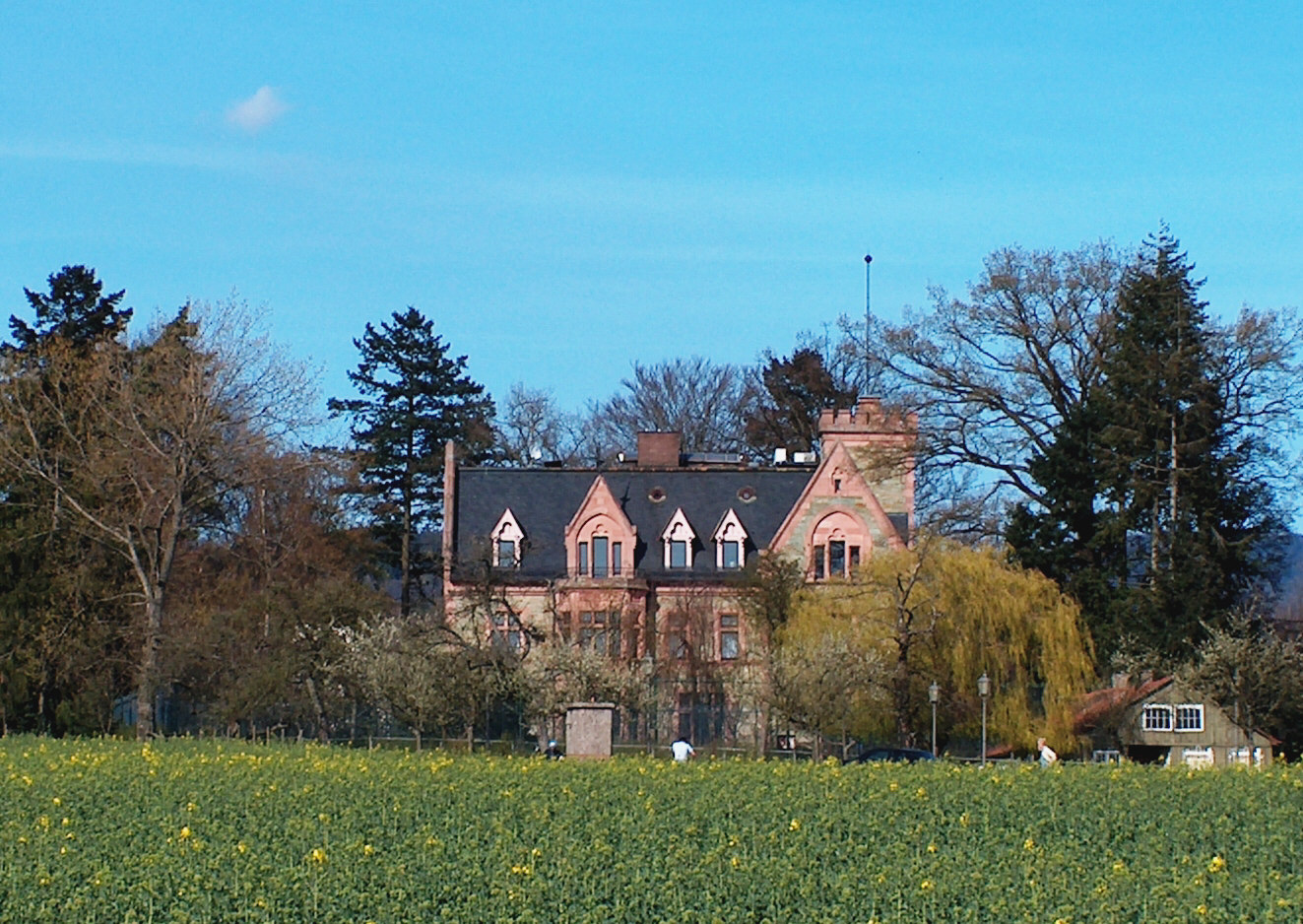
Das 1884 im Tudorstil erbaute Schlösschen von Westen

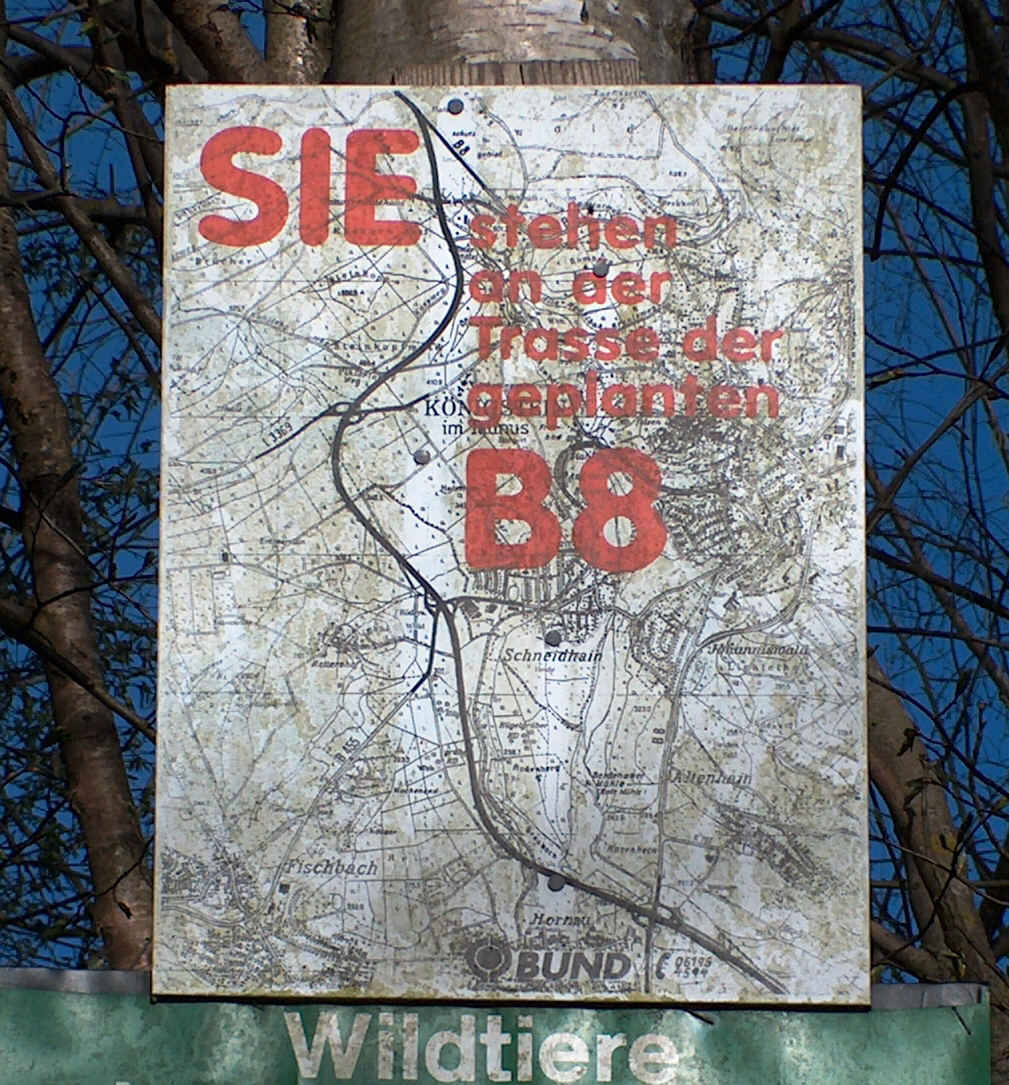
Protestplakat des B.U.N.D. gegen den Ausbau der Bundesstraße 8 nahe dem Rettershof

Unter der Herrschaft der Herren von Stolberg wurde Retters als Pachthof genutzt. Nach dem Tod Ludwigs im Jahr 1574 fiel dessen Besitz an seinen jüngeren Bruder Christoph. Dieser vermachte seine Besitztümer im Vordertaunus, darunter Retters, 1581 dem Frankfurter Bartholomäusstift, das sie kurz darauf für 1200 Gulden an Kurmainz weiterreichte. Die neu erworbenen Gebiete wurden vom Amt Königstein verwaltet, die lutherische Lehre bald im Zuge der Gegenreformation wieder zurückgedrängt. Während des Dreißigjährigen Krieges plünderten kaiserliche Truppen den Hof und brannten ihn nieder. In der Folge wurde das Gut wieder errichtet und von verschiedenen Pächtern bewirtschaftet. 
1792 eroberten französische Truppen während des Ersten Koalitionskrieges Mainz und besetzten 1797 nach dem Frieden von Campo Formio das gesamte linksrheinische Gebiet. 1803 lösten die Besatzer das klerikale Kurfürstentum im Rahmen der Säkularisation auf, das Hofgut sowie große Teile des Mainzer Besitzes im Vordertaunus wurden dem Fürstentum Nassau-Usingen zugesprochen. Nassau-Usingen und Nassau-Weilburg fusionierten 1806 zum Herzogtum Nassau. Fortan bestand Retters, das nun häufig auch abgewandelt als Röders bezeichnet wurde, als staatliche Domäne weiter. Nach der Auflösung des Herzogtums Nassau 1866 fiel der Rettershof an Preußen.

### Rettershof seit 1884
Im Jahr 1883 erwarb der deutsch-englische Adelige Frederik Arnold Rodewald zu Feldheim den Rettershof für 78.000 Goldmark vom preußischen Staat und tilgte das Erbleihrecht. 1885 ließ er auf einer Anhöhe nördlich des Hofes ein repräsentatives Schlösschen im Tudorstil nach englischem Vorbild errichten, das als Wohnsitz seiner Tochter Alice und ihres Ehemanns Oskar Freiherr von Dieskau dienen sollte. Als dieser im gleichen Jahr verstarb, heiratete Alice seinen Bruder Leopold und übernahm nach dem Tod ihres Vaters im Jahr 1886 zusammen mit ihrem zweiten Ehemann die Leitung des Hofguts. Jedoch reichten die im Vergleich zu den Besitzungen im Mittelalter stark verkleinerten Ländereien nicht aus, um den Rettershof als Luxusbesitz mit angeschlossenem Schloss wirtschaftlich zu betreiben. Schließlich verkauften die Eigentümer das Hofgut im Jahr 1903 für 210.000 Goldmark an den wohlhabenden Freiherr von Vincke und seine Frau Sibylle von Hessen.
1924 erwarb Felix von Richter den Hof und richtete ihn als Stammsitz seiner Familie ein, die sich fortan Richter-Rettershof nannte. Um die Wirtschaftlichkeit zu erhöhen, suchte er nach Nebenerwerbsmöglichkeiten. Im Jahr 1928 nahm eine Damenreitschule mit angeschlossenem Internat ihren Betrieb auf, für die der heute noch in Betrieb befindliche Reitplatz angelegt wurde. In den 1930er-Jahren eröffnete eine bis heute bestehende Gaststätte etwas abseits des Hofes. Während der 1920er- und 1930er-Jahre ließen Felix von Richter-Rettershof und seine Frau Hertha umfangreiche Renovierungen und Umbauten an dem Hofgut vornehmen. Hertha von Richter-Rettershof war eine geborene vom Rath, deren Großvater mütterlicherseits, Carl Friedrich Wilhelm Meister, einer der Mitbegründer der Farbwerke Hoechst, später Hoechst AG, war. Ihre Schwester Hanna war die Frau des Dirigenten und Kunstkritikers Paul Bekker sowie die Begründerin des Frankfurter Kunstkabinetts; eine weitere Schwester, Eugenie vom Rath, war die Mutter des CDU-Politikers Walther Leisler Kiep.
Nach dem Zweiten Weltkrieg beschlagnahmte die US-Armee das Schlösschen und nutzte es bis 1953 als Repräsentanz. Danach quartierte sich für kurze Zeit die Organisation Gehlen, die Vorläuferorganisation des Bundesnachrichtendienstes, in das Gebäude ein. Ab Mitte der 1950er Jahre war eine private Sprachenschule hier ansässig. Das Hofgut wurde weiterhin von der Familie Richter-Rettershof bewirtschaftet, nach dem Tod Felix von Richter-Rettershofs von dessen Tochter Felicitas Bienzle. Von 1973 bis 1980 hatte dort die deutsche Zentrale der Hare Krishna Bewegung ihren Hauptsitz und einen Tempel als Mieter des Schlösschens.
Als schließlich Ende der 1970er-Jahre die Familie Richter-Rettershof beschloss, das Anwesen zu veräußern, übernahm die Stadt Kelkheim am 1. Januar 1980 den gesamten Besitz mit Schloss und Gutshof sowie rund 110 Hektar Land für neun Millionen DM. In der Folge baute die Stadt Kelkheim das denkmalgeschützte Schlösschen aufwendig zu einem Hotel um und finanzierte die kostspielige Renovierung des in die Jahre gekommenen Gutshofs. Zum Betrieb des Gutes wurde die stadteigene Gutsverwaltung Rettershof GmbH gegründet. Seither wird der Rettershof als Reiterhof und für kulturelle Veranstaltungen genutzt. Der in den 1990ern entstandene Plan, rund um das Gestüt einen Golfplatz zu errichten, scheiterte 1997 am Veto der Kelkheimer Bürger im Rahmen eines Bürgerentscheids. Ab den 1970er-Jahren stand der Bau einer vierspurigen Umgehungstrasse der Bundesstraße 8 zur Entlastung von Kelkheim und Königstein zur Debatte; nach den Planungen wäre die Trasse in unmittelbarer Nähe des Rettershofs verlaufen. Im Dezember 2009 wurde das umstrittene Projekt durch die Regionalversammlung Südhessen endgültig gestoppt.

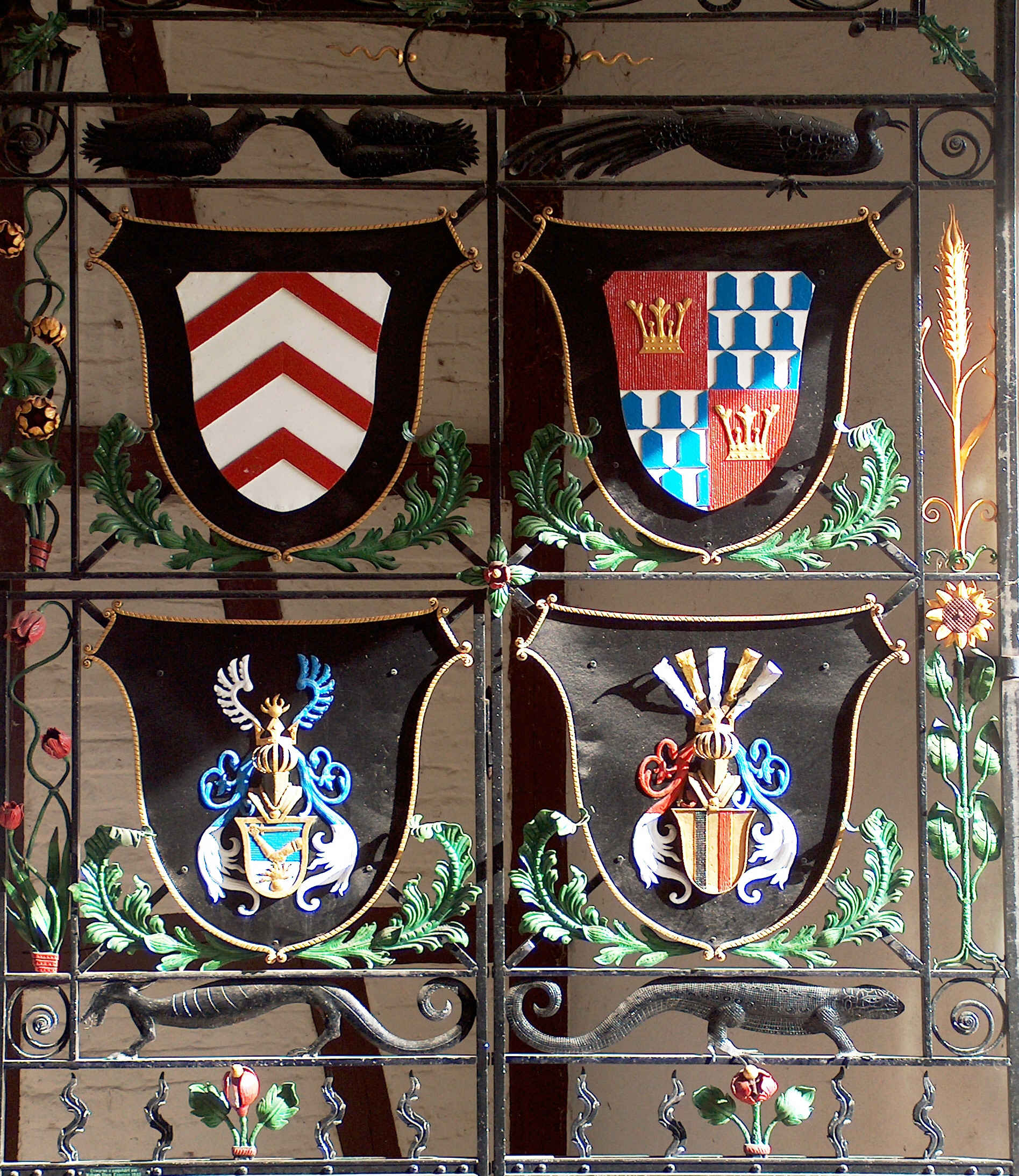
Rechte Hälfte des gusseisernen Tores von 1932: Wappen der Herren von Eppstein (o. li.), der Herren von Cronberg (o. re.) und des Ehepaars Richter-Rettershof (unten) – Wappen der Familie von Richter (Felix, u. li.) und der Familie von Rath (Hertha, u. re.)

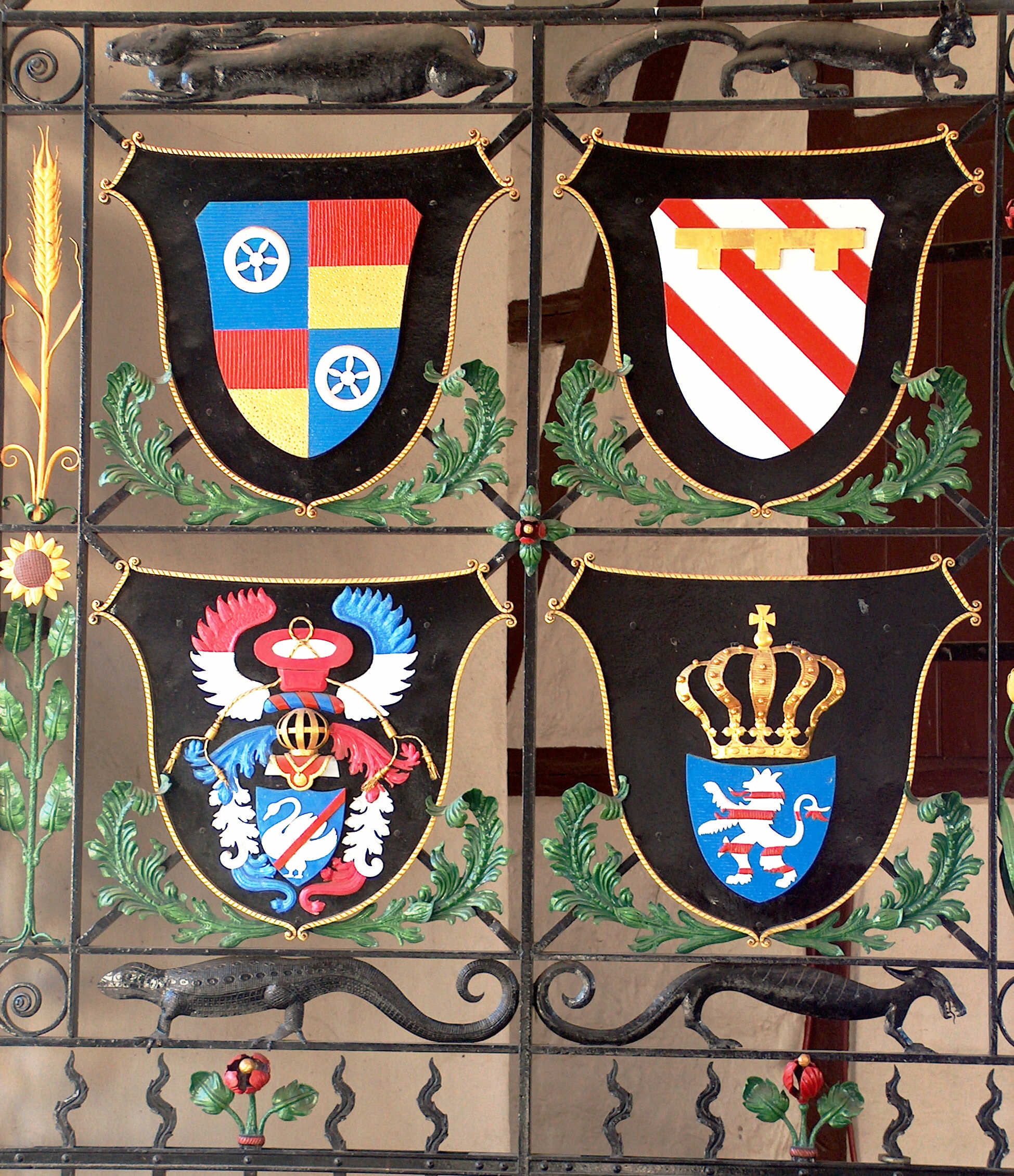
Linke Torhälfte: Wappen des Hauses Falkenstein-Münzenberg (o. li.), der Herren von Reifenberg (Plünderer Retters im Jahr 1374, o. re.), derer von Dieskau (u. li.) und des Hauses Hessen (in Erinnerung an Sybille von Hessen; re.)

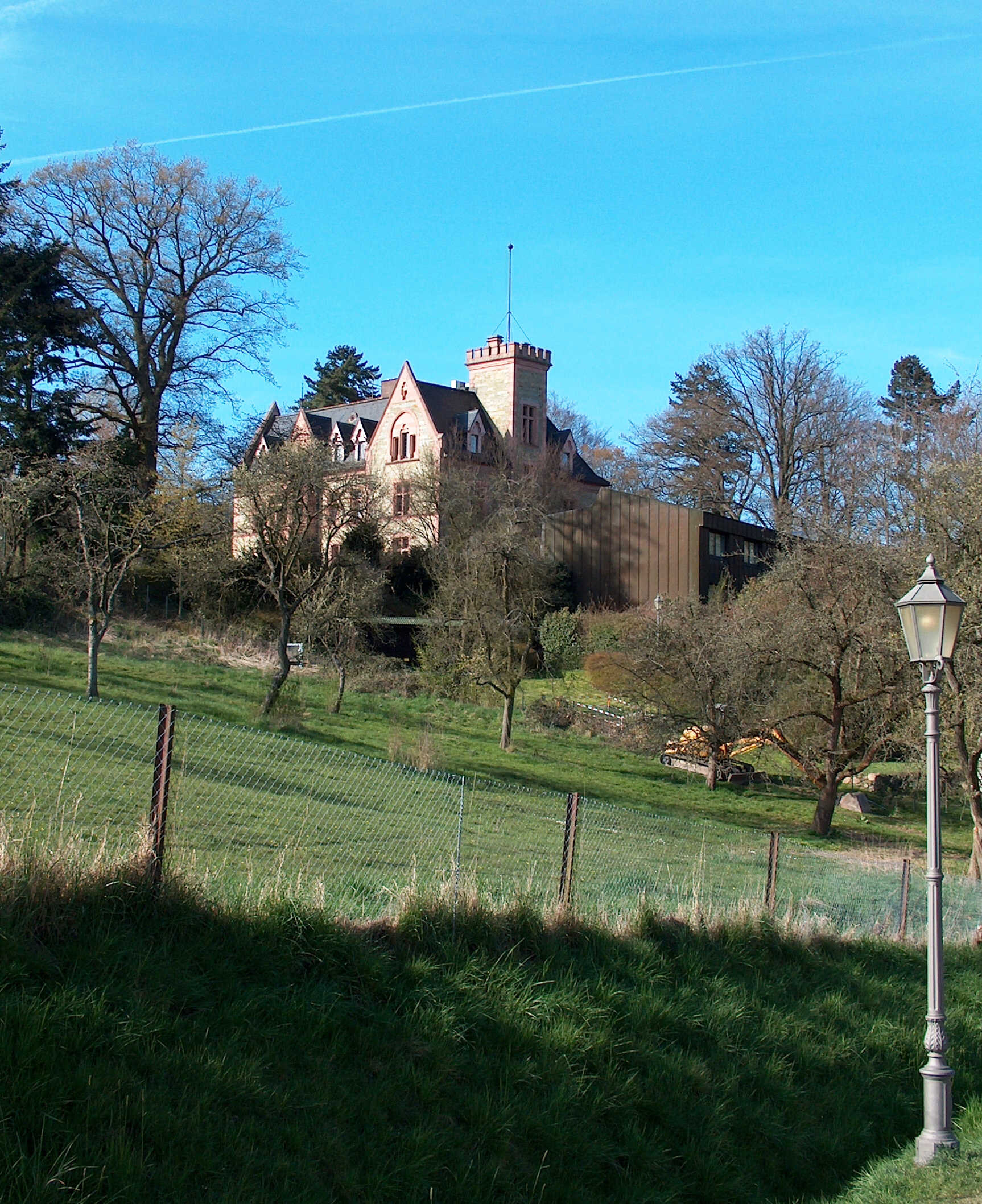
Das heute als Hotel genutzte Schlösschen von Süden, im Vordergrund die bronzefarbenen Anbauten des Hoteltraktes

In der Nacht vom 3. auf den 4. Juli 2018 wurden Teile des Dachstuhls und ein Teil der Stallungen des Rettershofs in Folge eines Großbrands zerstört. Die Brandursache ist bis dato unbekannt.

## Architektur und künstlerische Ausgestaltung

### Kloster Retters
Zur Zeit des Klosters bestanden der Gutshof und eine kleine Kapelle. Die Stelle, an der sich die Kapelle befand, wird nach Funden bei Bauarbeiten aus dem Jahr 1939 an der Nordseite des heutigen Reitplatzes gegenüber dem Hoftor vermutet. Von den ursprünglichen Gebäuden blieben nach der Zerstörung während des Dreißigjährigen Krieges lediglich die Grundmauern bestehen, die im Laufe der Jahre überwiegend abgetragen und zum Teil zur Errichtung der neuen Gebäude benutzt wurden. Es besteht noch ein Kellergewölbe unterhalb des Hofes, das aus Zeiten des Klosters stammen könnte. Außerdem wurden im Wald östlich des Hofes Überreste einer alten Mauer gefunden, deren Verlauf sich mit der ehemaligen Klostermauer deckt.

### Hofgut Retters

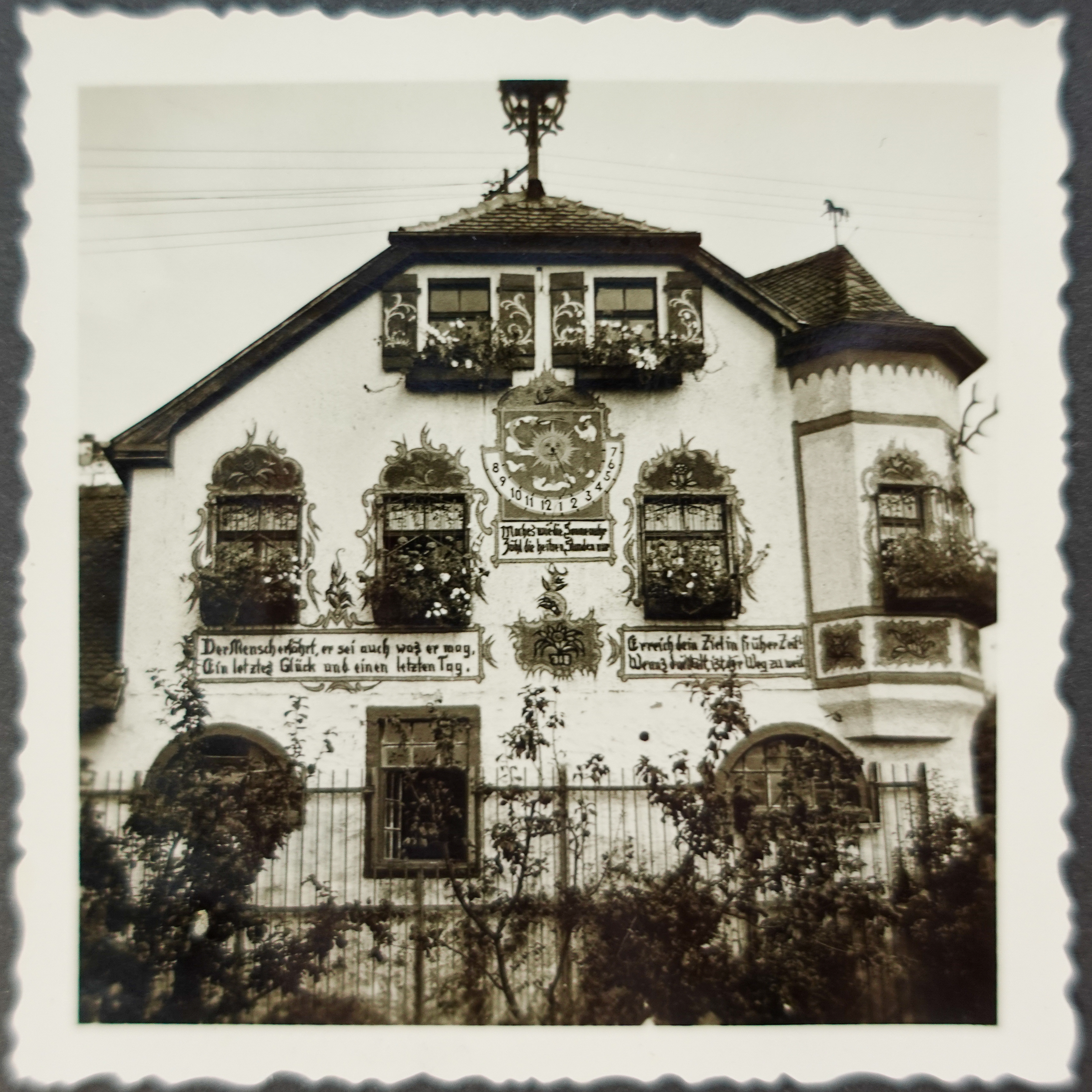
Fassade des Rettershof vom Juli 1954 mit Sonnenuhr und klugen Sprüchen in altdeutscher Schrift.

Das Hofgut in Fachwerkbauweise als Vierseithof entstand in seiner heutigen Form im Stile des Historizismus in den 1920er- und 1930er-Jahren unter der Führung der Familie von Richter-Rettershof. Den Abschluss bildete das 1936 errichtete Torhaus mit reichen Ausschmückungen an der Fassade sowie den Wappen der verschiedenen historischen Herrschaften und mit Retters verbundenen Adelshäusern, die in das schmiedeeiserne Tor aus dem Jahr 1932 eingelassen sind. Die meisten Ausschmückungen an den Wänden des Gutshofs, zumeist Fassadensprüche zum Thema Pferd und Reiterei, stammen direkt von Felix und Hertha von Richter-Rettershof, die in den 1930er-Jahren begannen, den Hof mit Verzierungen dieser Art auszugestalten. Auch die reichlich anzutreffenden Jagdtrophäen und anderer Zierrat, darunter Heiligenfiguren und Wappensteine, stammen aus dieser Zeit. Zudem wurden in der Folge einige, etwas abseits gelegene Zweckbauten, zur Bewirtschaftung errichtet. Im Jahr 2000 kam eine große Reithalle im Osten des Gestüts hinzu.

### Schlösschen
Das Schlösschen wurde im Jahr 1884 zunächst als Wohnsitz der Freiherrn von Dieskau im englischen Tudorstil auf einer Anhöhe nördlich des Gutshofs errichtet. Als Baumaterial diente Sandstein und Gestein aus dem Vordertaunus. Nachdem es von wechselnden Eigentümern genutzt wurde, baute es in den frühen 1980er-Jahren die Stadt Kelkheim zu einem Hotel um. Hierzu wurde an der südlich gelegenen Hangseite ein bronzeverkleideter Hoteltrakt mit 35 Gästezimmern angebaut, der über einen gläsernen Verbindungsgang mit dem Hauptgebäude verbunden ist. Das neue Domizil wurde 1984 als Schlosshotel Rettershof eröffnet. Seit 1983 steht das Schloss auf der Denkmalliste für Kulturdenkmäler des Landes Hessen.

## Mit dem Rettershof verbundene Personen
- Edwin Graf von Rothkirch und Trach (1888–1980) ein früherer General der Kavallerie und Springreiter, starb auf dem Rettershof.